# Скоковка
Скоковка — река в Тверской области России, протекает по территории Оленинского района. Устье реки находится в 50 км по левому берегу реки Тудовки. Длина реки составляет 13 км.

## Данные водного реестра
По данным государственного водного реестра России относится к Верхневолжскому бассейновому округу, водохозяйственный участок реки — Волга от Верхневолжского бейшлота до города Зубцов, без реки Вазуза от истока до Зубцовского гидроузла, речной подбассейн реки — бассейны притоков (Верхней) Волги до Рыбинского водохранилища. Речной бассейн реки — (Верхняя) Волга до Куйбышевского водохранилища (без бассейна Оки).
По данным геоинформационной системы водохозяйственного районирования территории РФ, подготовленной Федеральным агентством водных ресурсов:
- Код водного объекта в государственном водном реестре — 08010100412110000000656
- Код по гидрологической изученности (ГИ) — 110000065
- Код бассейна — 08.01.01.004
- Номер тома по ГИ — 10
- Выпуск по ГИ — 0